# Meládia
Meládia (grec moderne : Μελάδια) est un village du district de Paphos à Chypre de plus de 17 habitants.

## Localisation
Meládia est un village d'environ 3,4 km2 situé dans le district de Paphos, à moins de 2 km au sud-ouest de Lysós.
|                         |                     | Lysós    |
| Peristeróna Chrysochoús | Meládia             | Melándra |
| Trimithoúsa Chrysochoús | Filoúsa Chrysochoús |          |

## Population
| Année du recensement | Population | ±%      | Hommes | Femmes |
| -------------------- | ---------- | ------- | ------ | ------ |
| 1881                 | 150        | —       | 73     | 77     |
| 1891                 | 177        | 18,0 %  | 76     | 101    |
| 1901                 | 158        | -10,7%  | 81     | 77     |
| 1911                 | 167        | 5,7 %   | 78     | 89     |
| 1921                 | 192        | 15,0 %  | 87     | 105    |
| 1931                 | 163        | -15,1%  | 68     | 95     |
| 1946                 | 166        | 1,8 %   |        |        |
| 1960                 | 134        | -19,3%  | 57     | 77     |
| 1973                 | 176        | 31,3 %  |        |        |
| 1976                 | 22         | -87,5%  | 13     | 9      |
| 1982                 | 9          | -59,1%  | 3      | 6      |
| 1992                 | 8          | -11,1%  | 3      | 5      |
| 2001                 | 19         | 137,5 % | 9      | 10     |
| 2011                 | 17         | -10,5%  | 9      | 8      |

## Tourisme
Il existe une mosquée démolie dans le village.